# Мухамедов, Владислав Дмитриевич
Владислав Дмитриевич Мухамедов (бел. Уладзіслаў Дзмітрыевіч Мухамедаў; род. 4 января 1998, Минск) — белорусский футболист, нападающий.

## Карьера
Начинал заниматься футболом в школе клуба МТЗ-РИПО. В 2015 году перешёл в молодёжную команду БАТЭ.
16 июня 2017 года в матче 12 тура против «Нафтана» дебютировал за основной состав БАТЭ в чемпионате Беларуси, выйдя на замену на 75-й минуте вместо Александра Володько. В сезоне 2018 стал чаще привлекаться к основной команде. С августа по ноябрь не играл из-за травмы, только в ноябре того же года стал вновь появляться на поле.
15 февраля 2019 года Мухамедов продлил контракт с БАТЭ. Пропустил начало сезона 2019, с июня стал играть за дубль. В августе был отдан в аренду клубу «Смолевичи», где вначале выходил на замену, а позднее закрепился в стартовом составе. В январе 2020 года вернулся в БАТЭ, однако вскоре вновь стал тренироваться со смолевичской командой, и в феврале аренда игрока была продлена на сезон 2020.
В июле 2020 года на правах аренды присоединился к «Энергетику-БГУ», однако не смог закрепиться в основе, играл преимущественно за дубль, в основной команде лишь трижды выходил на замену. В декабре покинул клуб.
В январе 2021 года стал тренироваться с могилёвским «Днепром», и в феврале официально присоединился к команде на правах аренды. Сначала преимущественно выходил на замену, позднее стал чаще появляться в стартовом составе. В декабре по окончании аренды покинул могилёвский клуб.
Является лучшим снайпером первенства страны-2017 среди резервных команд (19 голов).

## Достижения
БАТЭ
- Чемпион Беларуси (2): 2017, 2018